# Київська (станція метро, Кільцева лінія)
55°44′37″ пн. ш. 37°34′02″ сх. д. / 55.74361° пн. ш. 37.56722° сх. д.
«Київська» (рос. Киевская) — станція Кільцевої лінії Московського метрополітену. Відкрита 14 березня 1954 року у складі черги «Білоруська» — «Парк Культури». Розташована між станціями «Краснопресненська» та «Парк культури». Перехід на Філівську і Арбатсько-Покровську лінії.

## Історія створення
Станція отримала назву від однойменного їй Київського вокзалу і замкнула собою Кільцеву лінію Московського метро.
В 1953 році посаду генерального секретаря ЦК КПРС обіймає Микита Хрущов. Серед його перших діянь стає увічнення у московському метро великої ролі народу України. На той момент жодна з двох існуючих станцій «Київських» його не задовольняли. За результатами оголошеного конкурсу було представлено 40 проектів, перемогу в якому здобули кияни. Групою будівельників керував дійсний член Академії архітектури Української РСР Є. І. Катонін.
Архітектурні новації не використовувалися українською групою архітекторів. Основними стилістичними та інженерними принципами роботи для них стали пілони, що розширюються вгорі, і параболічне склепіння, запозичене у Л. М. Полякова — архітектора метрополітену, що проектував станцію «Арбатська» Арбатсько-Покровської лінії. Тонкі орнаментальні оперізування форм станції нагадують оформлення «Новослобідської». Колійні стіни і нижня частина пілонів оздоблені мармуром марки «Коєлга», підлога викладена сірими гранітними плитами.

## Технічна характеристика
Конструкція станції — пілонна трисклепінна (глибина закладення — 53 м)

## Колійний розвиток
Станція без колійного розвитку.

## Оздоблення
Центральна частина посадкового залу перекрита витонченим білосніжним склепінням, з'єднана з бічними частинами параболічними арками, облямованими ліпним джгутом, що характерно для української архітектури XVII століття. 18 пілонів прикрашені мозаїчними панно зі смальти і виробних каменів на тему єдності Росії і України (художник О. В. Мизін). Колійні стіни оздоблені світлим мармуром. На торцевій стіні центрального залу спочатку знаходився мармуровий барельєф з портретами Леніна і Сталіна; сьогодні в центрі барельєфа мозаїчний портрет одного Леніна. По кромці торцевої стіни — рядок з гімну СРСР. Станцію прикрашають розкішні золотисті люстри, що освітлюють центральний зал.

## Вестибюлі і пересадки
З 1954 року для виходу в місто служить двомаршевий ескалатор, що виходить у загальний вестибюль з однойменною станцією Арбатсько-Покровської лінії. З проміжного майданчика є перехід на другу станцію.
У 1972 році споруджено додаткові переходи з центрального залу в східний торець станції «Київська» Арбатсько-Покровської лінії і в аванзал східного виходу станції «Київська» Філівської лінії.
Один з виходів із станції в 2006 році оформлений французькими архітекторами за зразком Паризького метрополітену, в дусі Ектора Гімара.

### Пересадки
- Метростанцію  «Київська»,
- Метростанцію  «Київська»
- Залізничну станцію «Москва-Пасажирська-Київська»
- Автобуси: м17, 91к, 119, 157, 205, 239, 266, 297, 320, 394, 474, 622, 791, 840, т34, т39к; 
  - обласні: 454, 477

## Додаткові факти
- На одній з мозаїк — «Боротьба за Радянську владу в Україні» — сучасні пасажири вбачають в одного з партизанів в руках мобільний телефон і кишеньковий комп'ютер, а на колінах — ноутбук. Насправді він використовує польовий телефон моделі УНА-І або УНА-Ф, причому важку трубку партизан тримає двома руками, а те, що приймають за ноутбук — кришка від ящика з телефонним апаратом[2]. Разом з тим, зазначені моделі телефонів почали випускати тільки в другій половині 20-х років XX століття. Треба думати, що на мозаїці зображено якийсь іноземний польовий телефон-передавач.
- Станція була останньою і найбільш «багатою» на зображення І. В. Сталіна. Цілих п'ять його профілів можо було побачити в оформленні станції на мозаїках «Проголошення Радянської влади В. І. Леніним. Жовтень 1917», «Возз'єднання всього українського народу в єдиній українській радянській державі», «Салют Перемоги у Москві. 9 травня 1945», «Дружба російських і українських колгоспників», і в самому кінці станції був поміщений великий профіль Леніна-Сталіна, який був замінений маленьким портретом В. І. Леніна.
- Один з входів на станцію був створений в 2006 році французькими художниками стилізованим під типовий проект роботи Ектора Гімара, який використовувався для оформлення більшості входів на станції паризького метро, побудованих в 1900–1910 роки.

## Фотографії

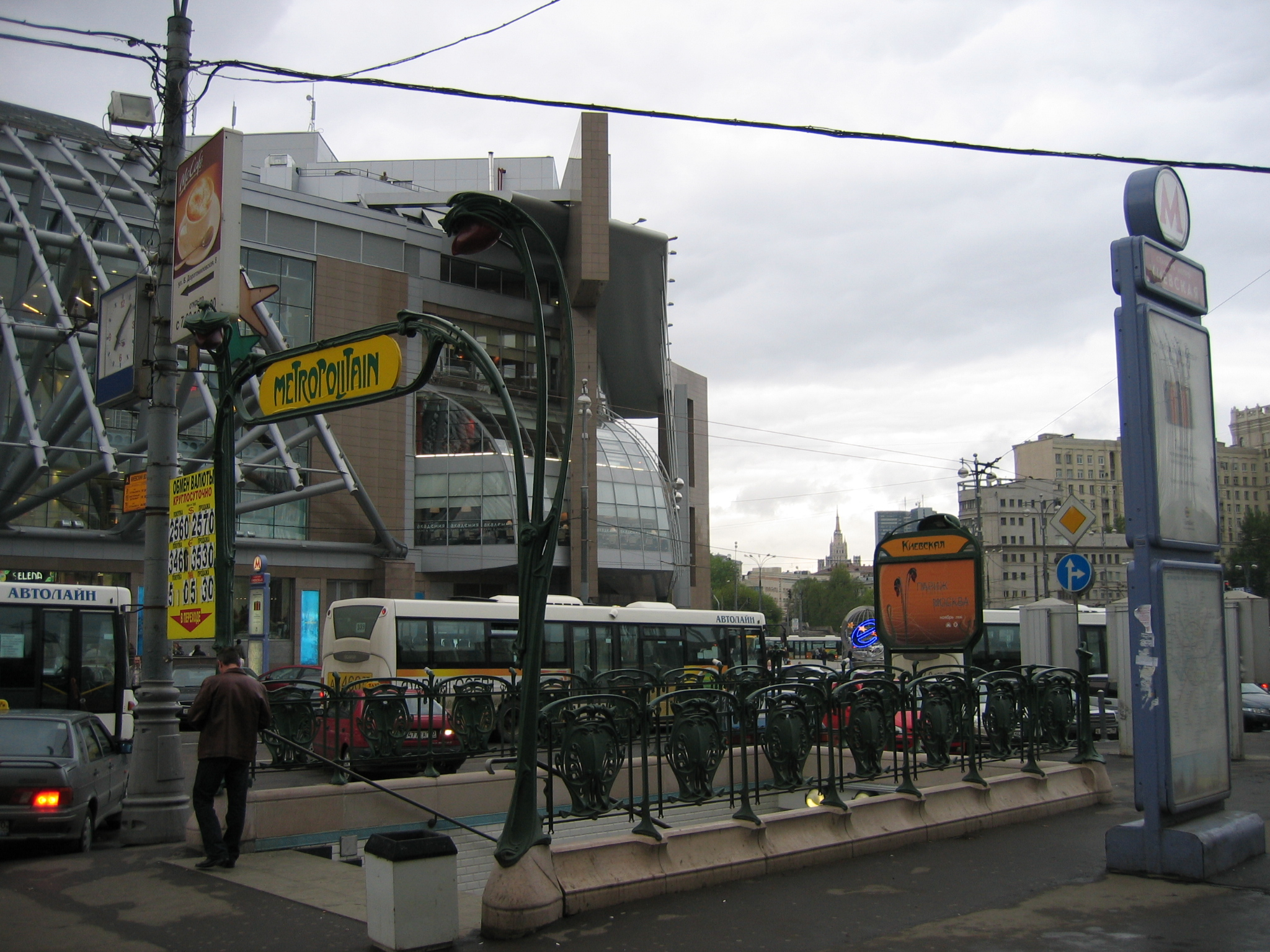
Вхід на станцію, оформлений французькими художниками у 2006 році, стилізація під роботу Ектора Гімара
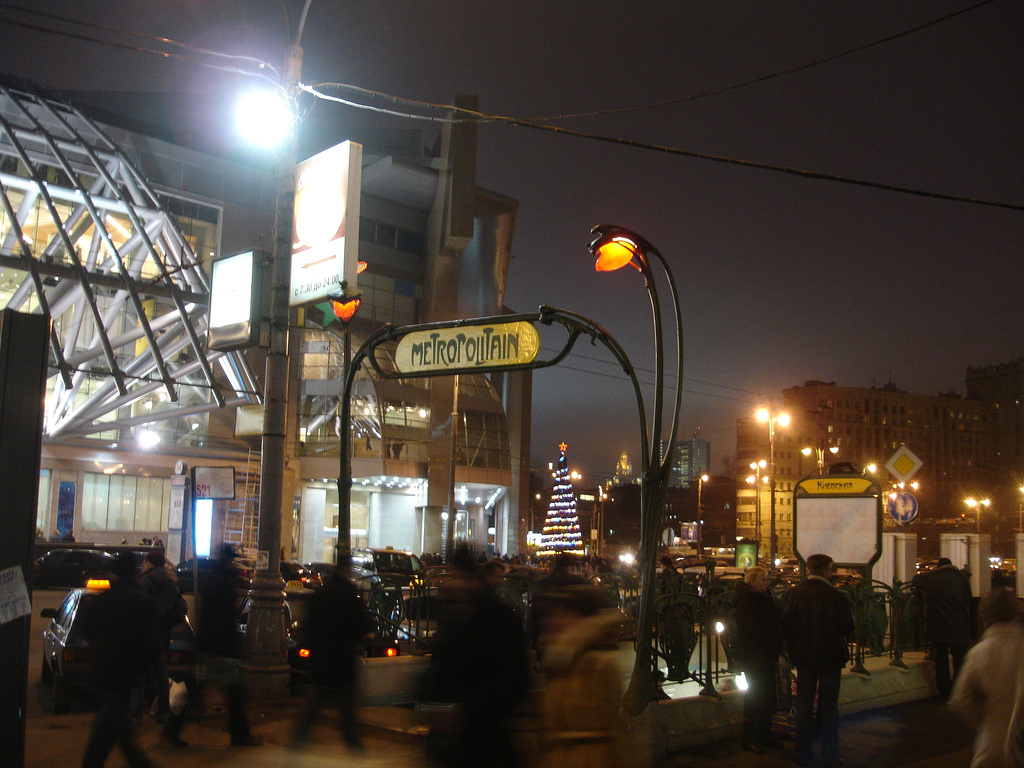
Той же вхід, вид пізно увечері.
Панно «Некрасов, Добролюбов, Чернишевський, Шевченко»Панно «Некрасов, Добролюбов, Чернишевський, Шевченко»
Зображення Червоного корпусу КНУ на фресках станції